# Christian Fürchtegott Gellert

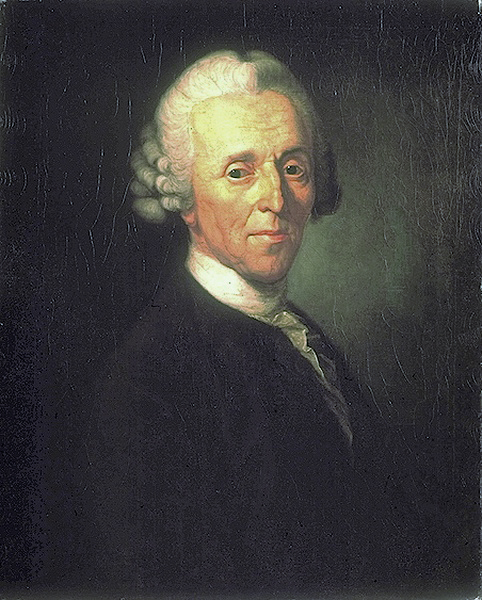
Christian Fürchtegott Gellert, Porträt von Anton Graff
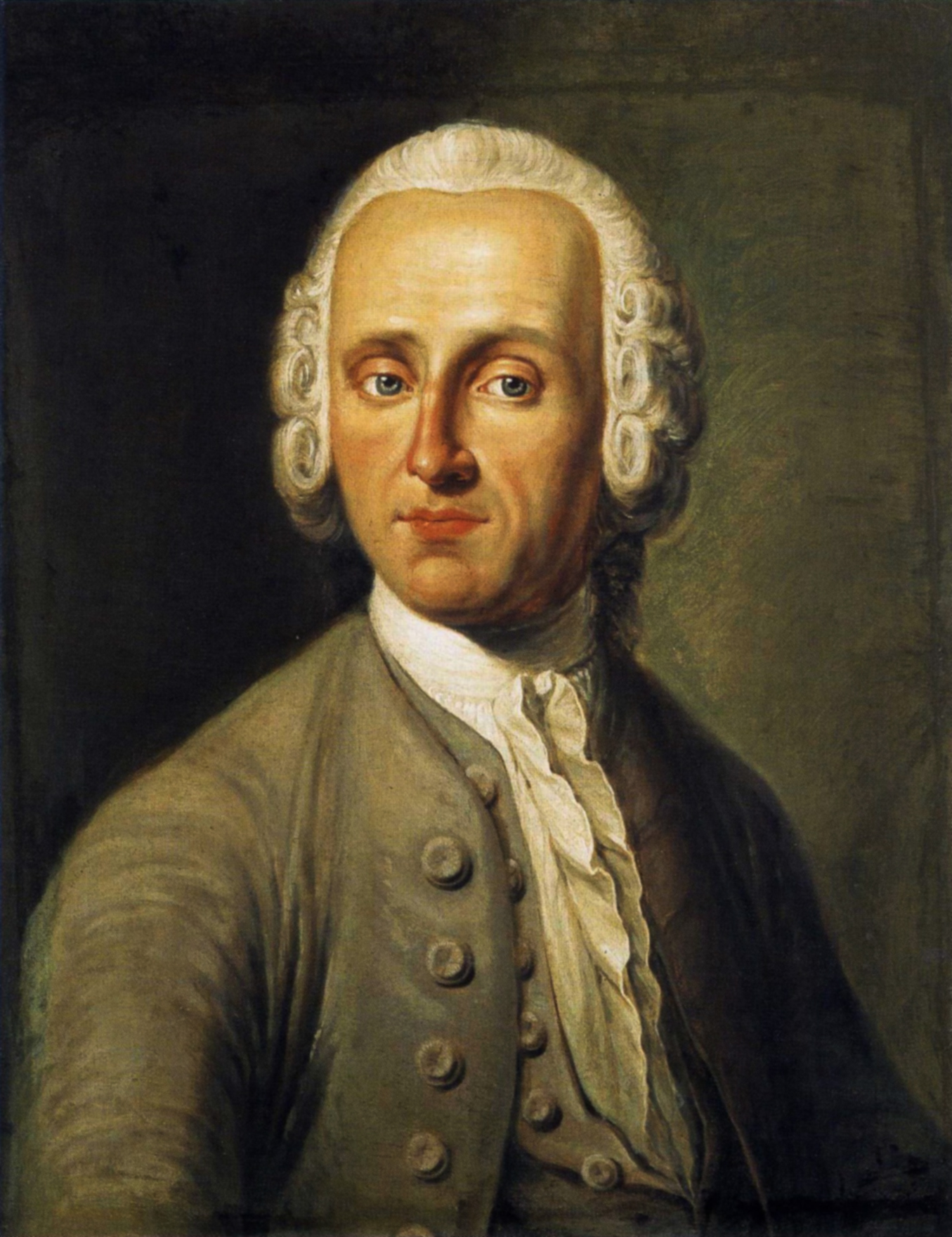
Christian Fürchtegott Gellert, Gemälde von Gottfried Hempel, 1752, Gleimhaus Halberstadt

Christian Fürchtegott Gellert (* 4. Juli 1715 in Hainichen; † 13. Dezember 1769 in Leipzig) war ein deutscher Dichter und Moralphilosoph der Aufklärung. Er galt zu Lebzeiten neben Christian Felix Weiße als meistgelesener deutscher Schriftsteller.

## Leben

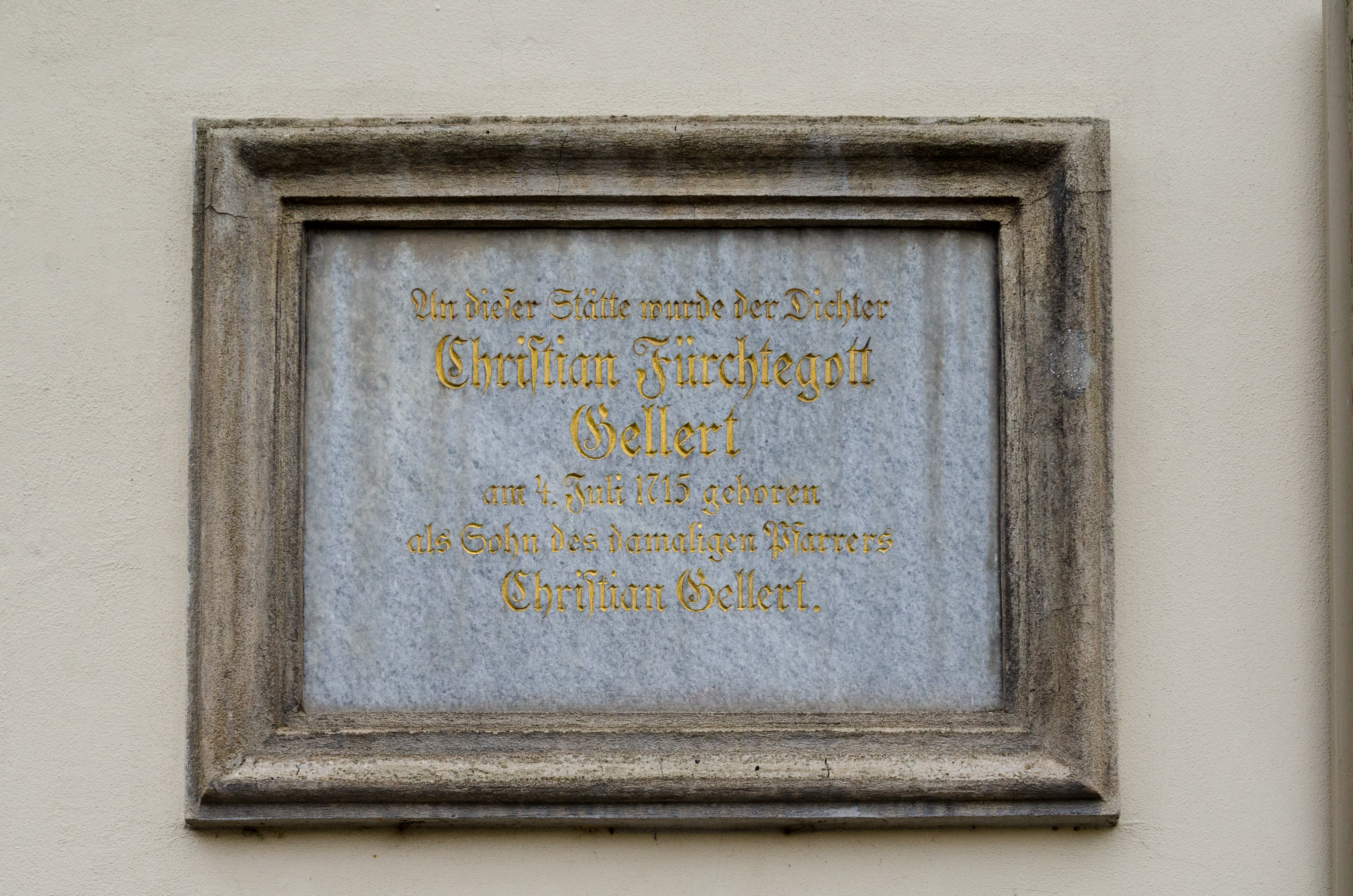
Gedenktafel am Geburtshaus Gellertplatz 5 in Hainichen
In dieser Stätte wurde der Dichter Christian Fürchtegott Gellert am 4. Juli 1715 geboren als Sohn des damaligen Pfarrers Christian Gellert.

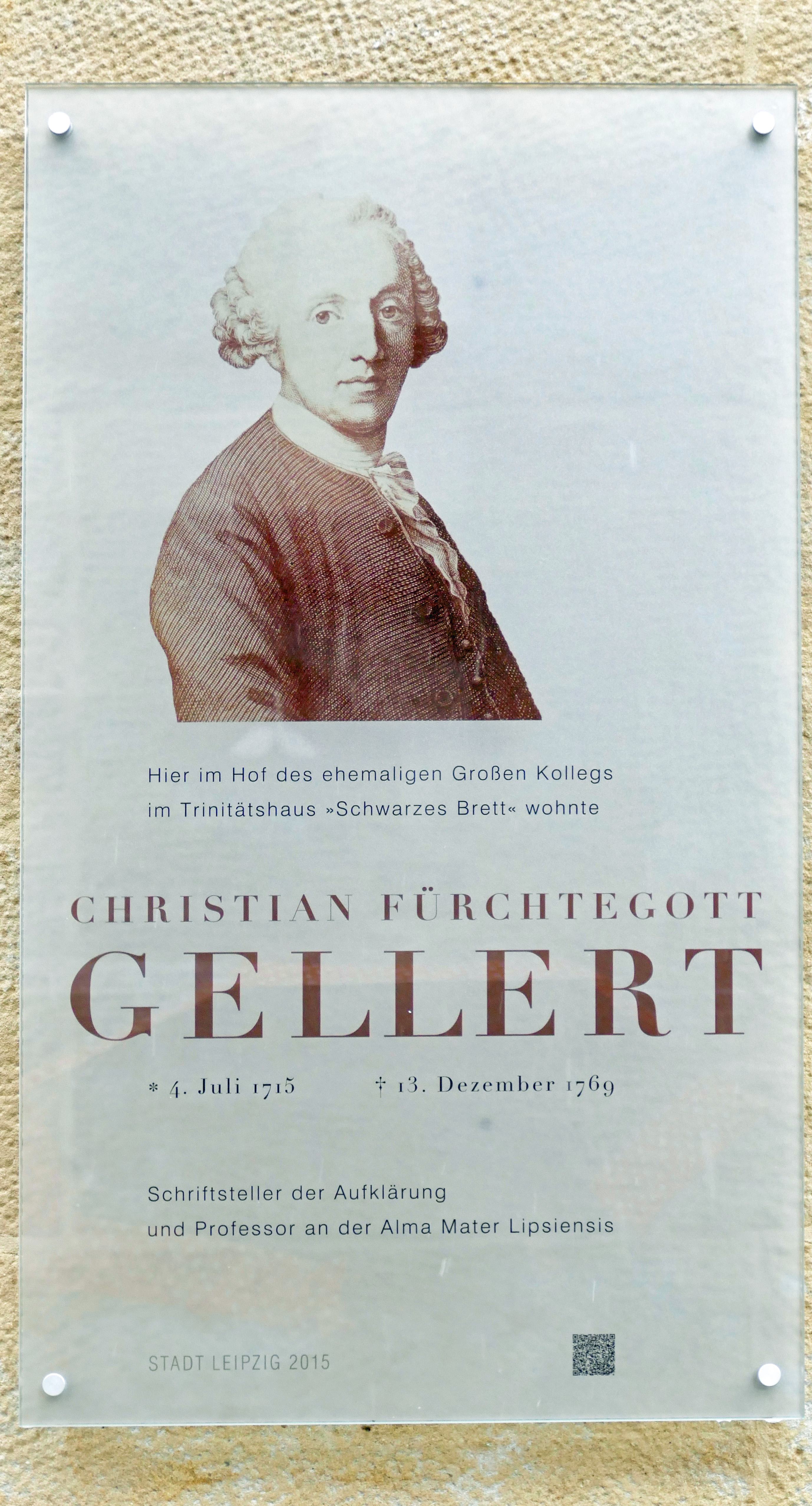
Hinweisschild: Wohnung Gellerts in Leipzig (Ritterstraße)

Gellert wuchs als fünfter Sohn einer Pastorenfamilie in ärmlichen Verhältnissen in Hainichen in Sachsen auf, besuchte aber ab 1729 die Fürstenschule St. Afra in Meißen. Sein älterer Bruder Christlieb Ehregott Gellert wurde als Metallurge und Mineraloge bekannt.
1734 nahm Gellert an der Universität Leipzig sein Studium der Theologie und Philosophie auf, das er 1739 aber aus Geldmangel für ein Jahr unterbrechen musste. Bereits im Vorjahr war ein erster Versuch, als Prediger aufzutreten, an seiner Schüchternheit gescheitert. In der Folge hielt er sich mit Privatstunden und der Erziehung junger Adliger über Wasser und machte sich mit französischer und englischer Literatur vertraut. Auch arbeitete der Aufklärer an der Übersetzung der Enzyklopädie Bayles mit, die Johann Christoph Gottsched in Angriff genommen hatte. Er schloss sein Studium 1744 mit einer Dissertation über Theorie und Geschichte der Fabel ab. Während der Schul- und Studienzeit lernte er unter anderem Karl Christian Gärtner, Johann Andreas Cramer, Johann Adolf Schlegel, Johann Arnold Ebert, Nikolaus Dietrich Giseke und Friedrich Gottlieb Klopstock kennen und wirkte als Herausgeber an den Bremer Beiträgen mit.
Seit 1745 hielt Gellert als akademischer Lehrer in Leipzig Vorlesungen über Poesie, Beredsamkeit und Moral. 1751 wurde er zum außerordentlichen Professor für Philosophie ernannt und war seitdem als Hochschullehrer tätig. Seine Vorlesungen über Moral erregten bei den Zeitgenossen großes Aufsehen. So bezeichnete Goethe, der bei ihm als Student Poetikvorlesungen besuchte, seine Morallehre als „Fundament der deutschen sittlichen Kultur“.
In der Sammlung Geistliche Oden und Lieder fasste Gellert 1757 seine Beiträge zu einer zeitgemäßen geistlichen Poesie zusammen. Die Lieder fanden weite Verbreitung; mehrere wurden von bedeutenden Komponisten vertont, andere sind mit einfacheren Melodien bis heute in kirchlichen Gesangbüchern enthalten.
Seit Ende 1759 erhielt Gellert anonym von Hans Moritz von Brühl, einem seiner Lieblingsschüler, eine jährliche Pension von 150 Talern und aus dem Nachlass von Gottfried Mascov ein Gnadengehalt von 450 Talern. Doch Gellerts Gesundheit war bereits seit längerer Zeit angeschlagen, hinzu kam eine ausgeprägte Hypochondrie. Weder Kuren noch Ausflüge nach Berlin, Karlsbad und Dresden konnten Gellerts Stimmung bessern. 1761 schlug er aus Sorge um seine Gesundheit einen ordentlichen Lehrstuhl für Philosophie aus.
Mit Leopold Mozart stand Gellert seit 1754 in einem Briefwechsel. Leopold, seine Ehefrau Anna Maria Mozart und die Kinder Wolfgang und Nannerl besuchten ihn am 3. Oktober 1766 in Zürich, auf dem Rückweg von ihrer großen Konzertreise durch Europa.
Noch während der Korrekturarbeiten am Manuskript Moral verschlechterte sich der Gesundheitszustand so entscheidend, dass Christian Fürchtegott Gellert im Alter von 54 Jahren starb. Sein Bruder Friedrich Leberecht Gellert, der Fechtmeister an der Leipziger Universität bzw. Oberpostkomissarius war, verstarb kaum einen Monat nach ihm am 8. Januar 1770 in Leipzig.

## Werk

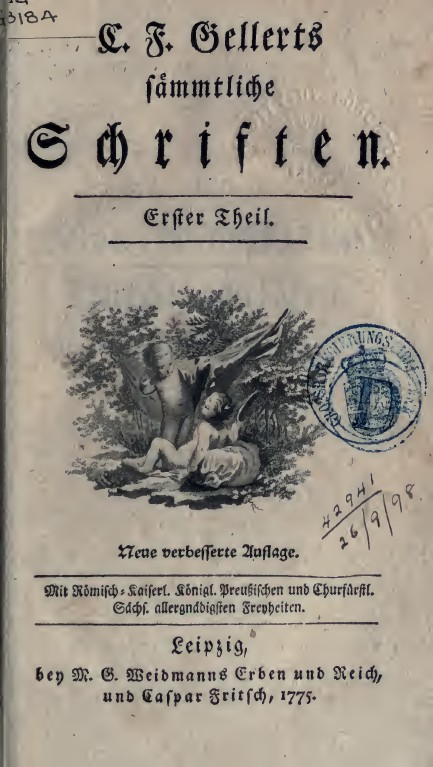
C. F. Gellerts sämmtliche Schriften. Teil 1 (1775)

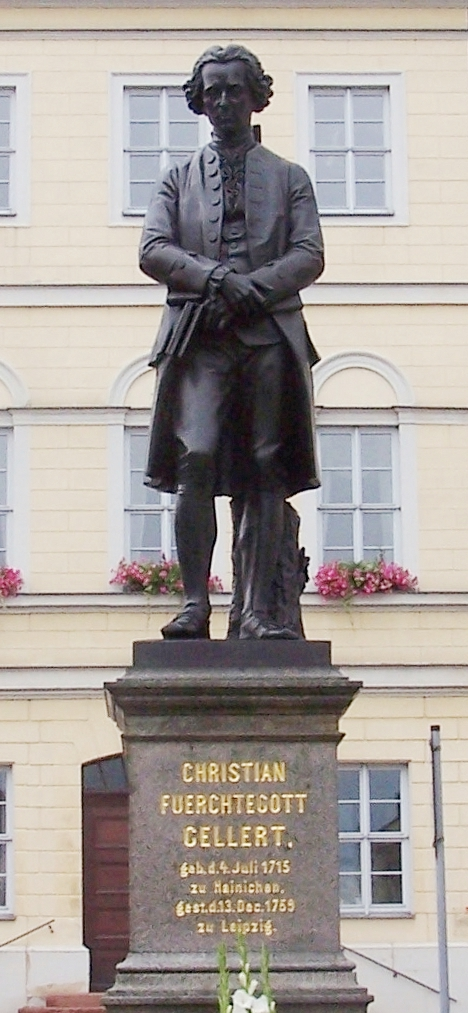
Gellert-Denkmal von Ernst Rietschel (1865) vor dem Rathaus in Hainichen

### Werke
Gellert begann mit der Publikation seiner literarischen Werke bereits während seiner Studienzeit. Einen Höhepunkt erreichte sein Schaffen in den Jahren 1740–1750. Zwei Bände mit Fabeln, die in zwei Bänden 1746 und 1748 erschienen, greifen Alltagsepisoden auf und fassen die Moral in „Merksätzen“ zusammen, die teils spitzbübisch-bieder, teils weinerlich-sentimental vorgetragen werden. Seine Sprache war nüchtern, verständlich und kam ohne Metaphern aus. Neben Fabeln, Erzählungen, Abhandlungen, Reden und Vorlesungen veröffentlichte er empfindsame Romane, die den Einfluss von Samuel Richardson zeigen, sowie Komödien. Tugend und Vernunft siegen dabei über Schwäche und Laster.
- C. F. Gellerts sämmtliche Schriften 1774 (Digitalisat)
- Die Betschwester (Lustspiel, 1745). Neuausgabe Hofenberg, Berlin 2015, ISBN 978-3-8430-9833-5
- Das Los in der Lotterie (Lustspiel, 1746)
- Die zärtlichen Schwestern (Lustspiel, 1747). Neuausgabe Hofenberg, Berlin 2015, ISBN 978-3-8430-9835-9
- Das Leben der Schwedischen Gräfin von G*** (Roman, 2 Teile, 1747/48)[5][6]. Neuausgabe Hofenberg, Berlin 2015, ISBN 978-3-8430-9831-1
- Briefe, nebst einer praktischen Abhandlung von dem guten Geschmacke in Briefen (1751). (Digitalisat, Auflage aus dem Jahr 1769).
- Geistliche Oden und Lieder (1757)[2] (Digitalisat). Vollständige Neuausgabe Hofenberg, Berlin 2016, ISBN 978-3-8430-1414-4.
- Die Biene und die Henne (Fabel, 1769)
- C. F. Gellerts Sämmtliche Fabeln und Erzählungen in drey Büchern: mit 13 Kupfern nach Heinrich Ramberg. Leipzig, Hahn Verlag, 1836. Neuausgabe Hofenberg, Berlin 2016, ISBN 978-3-8430-1412-0

### Lieder
Zu den bekanntesten Liedern Gellerts im Sinne der Aufklärungstheologie zählen:
- Die Himmel rühmen des Ewigen Ehre (u. a. von Beethoven vertont);
- Du bist’s, dem Ruhm und Ehre gebühret (von Joseph Haydn vertont)
- Dies ist der Tag, den Gott gemacht (Weihnachtslied, EG 42)
- Herr, stärke mich, dein Leiden zu bedenken (Passionslied, EG 91)
- Jesus lebt, mit ihm auch ich (Osterlied, EG 115; GL 336 – Melodie von Albert Höfer)
- Wenn ich, o Schöpfer, deine Macht (EG 506; GL 463)
- Mein erst Gefühl sei Preis und Dank (Morgenlied, EG 451)
- Gott ist mein Lied (EG, Regionalausgabe Nordelbien 536)

### Rezeption
Gellert war zu seinen Lebzeiten als Professor und als Dichter außerordentlich beliebt (beispielhaft ist der Briefwechsel mit Christiane Karoline Schlegel, geb. Lucius) und kaum irgendwelcher Kritik ausgesetzt. Seine Werke – besonders seine Fabeln – zählten in der Übergangszeit zwischen Aufklärung, Empfindsamkeit und Sturm und Drang zu den meistgelesenen in Deutschland. Christoph Martin Wieland erhob ihn zu seinem „Liebling“, Gotthold Ephraim Lessing lobte besonders den Stil seines Briefwechsels.
Durch seine breite Wirkung trug er zur Bildung eines allgemeinen Lesepublikums in Deutschland bei und ebnete so den Weg für die Dichter der folgenden Generationen. Seine Lustspiele brachten erstmals bürgerliche Figuren und deren Milieu auf die Bühnen; der Roman Leben der schwedischen Gräfin von G*** hatte die Ethik bürgerlicher Moral zum Gegenstand und war Wegbereiter des Romans in Deutschland.
Nach Gellerts Tod setzten ihn die Autoren des Sturm und Drang zu einem „mittelmäßigen“, moralinsauren Dichter „für Landpastorentöchter“ herab, wie sich 1771/1772 Jakob Mauvillon und Ludwig A. Unzer im fiktiven Briefwechsel Über den Werth einiger deutscher Dichter äußerten.
Die Geistlichen Lieder und Oden wurden von Carl Philipp Emanuel Bach, Joseph Haydn und Ludwig van Beethoven (Sechs Gellert-Lieder op. 48) vertont.

## Grab
Gellert wurde gemeinsam mit seinem Bruder, dem Fechtmeister und Oberpostkommissar Friedrich Leb(e)recht (* 10. November 1711; † 8. Januar 1770), der nur einen Monat nach ihm starb, auf dem Alten Johannisfriedhof in Leipzig beigesetzt. Im Jahr 1900 wurden die Gebeine der beiden Brüder in die damals extra geschaffene Bach-Gellert-Gruft der Johanniskirche Leipzig umgebettet. Nach deren politisch gewollten Sprengung am 19. Februar 1949 wurden Gellerts Gebeine am 28. Juli 1949 in die Universitätskirche überführt. Nach deren Sprengung 1968 fanden sie ihre letzte Ruhestätte auf dem Leipziger Südfriedhof (I. Abteilung).
Seit dem Jahr 2012 hat Olaf Graszt aus Wölkau die Patenschaft für das Grab übernommen. Zusammen mit einem neu gegründeten Freundeskreis Gellert ergänzte er die Grabplatte mit einem aufrechten Grabstein, der am 4. Juli 2015, Gellerts 300. Geburtstag, der Stadt Leipzig übergeben und feierlich eingeweiht wurde.

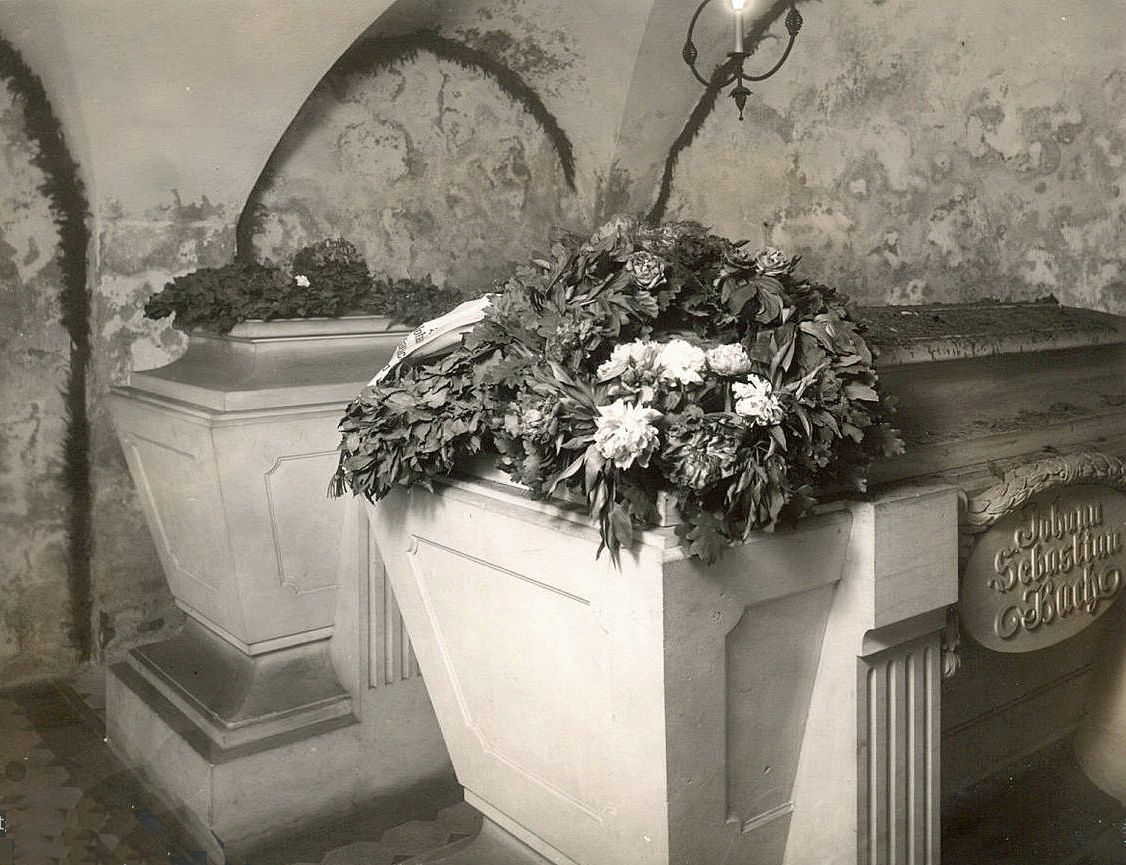
Bach-Gellert Gruft in der Leipziger Johanniskirche um 1930
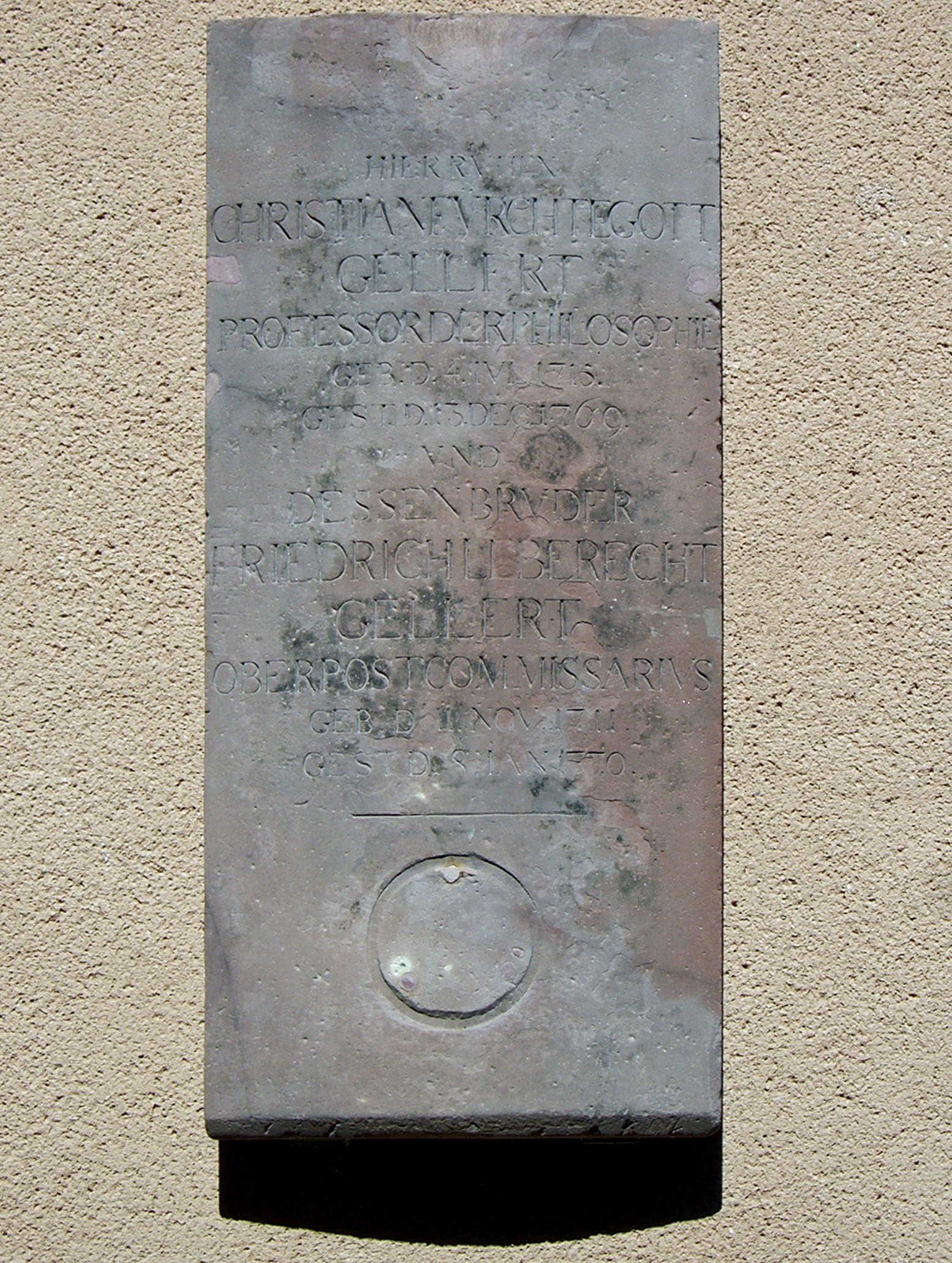
Originale Grabplatte für Gellert und seinen Bruder Friedrich Leb(e)recht, seit 2009 an einer Wand im Hof des Leipziger Grassimuseums
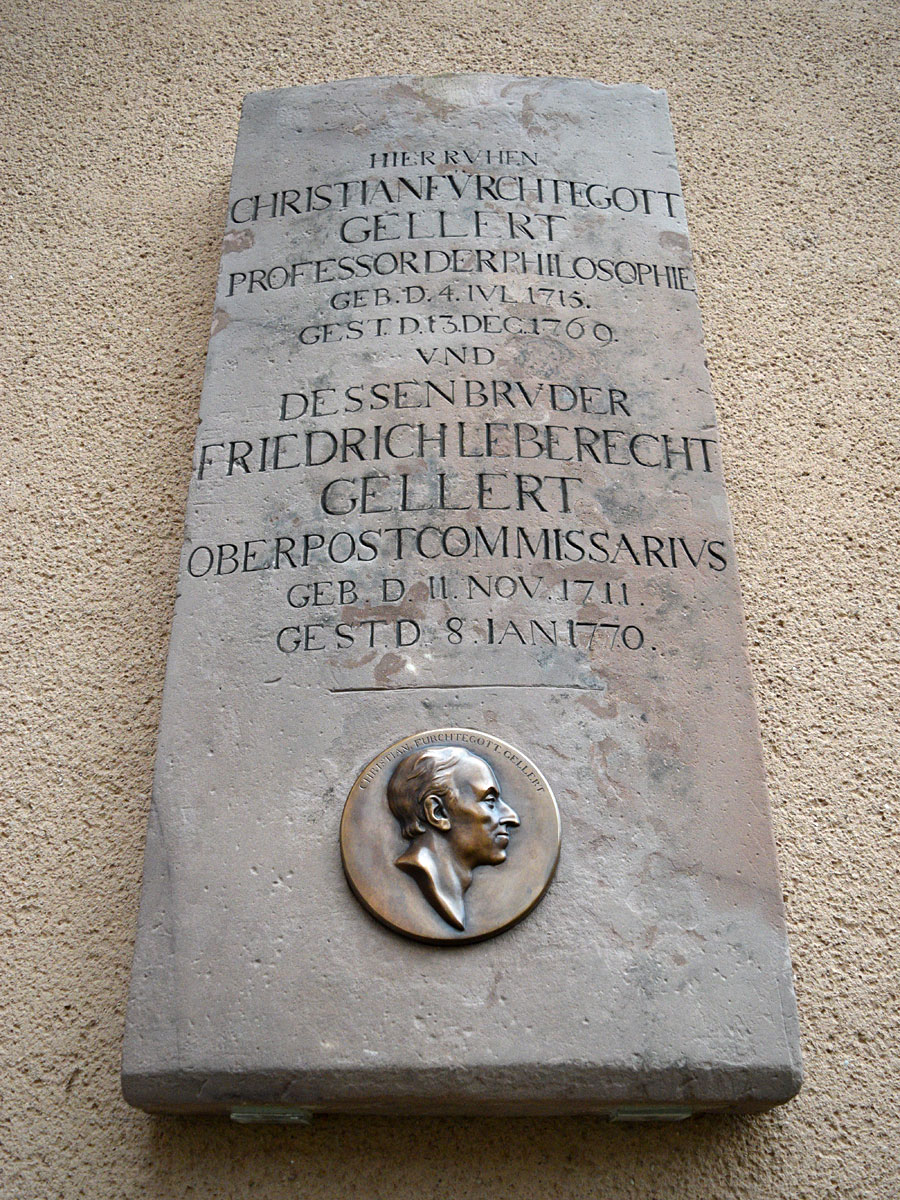
Restaurierte Grabplatte am Grassimuseum mit Replikat des Gellert-Medaillons
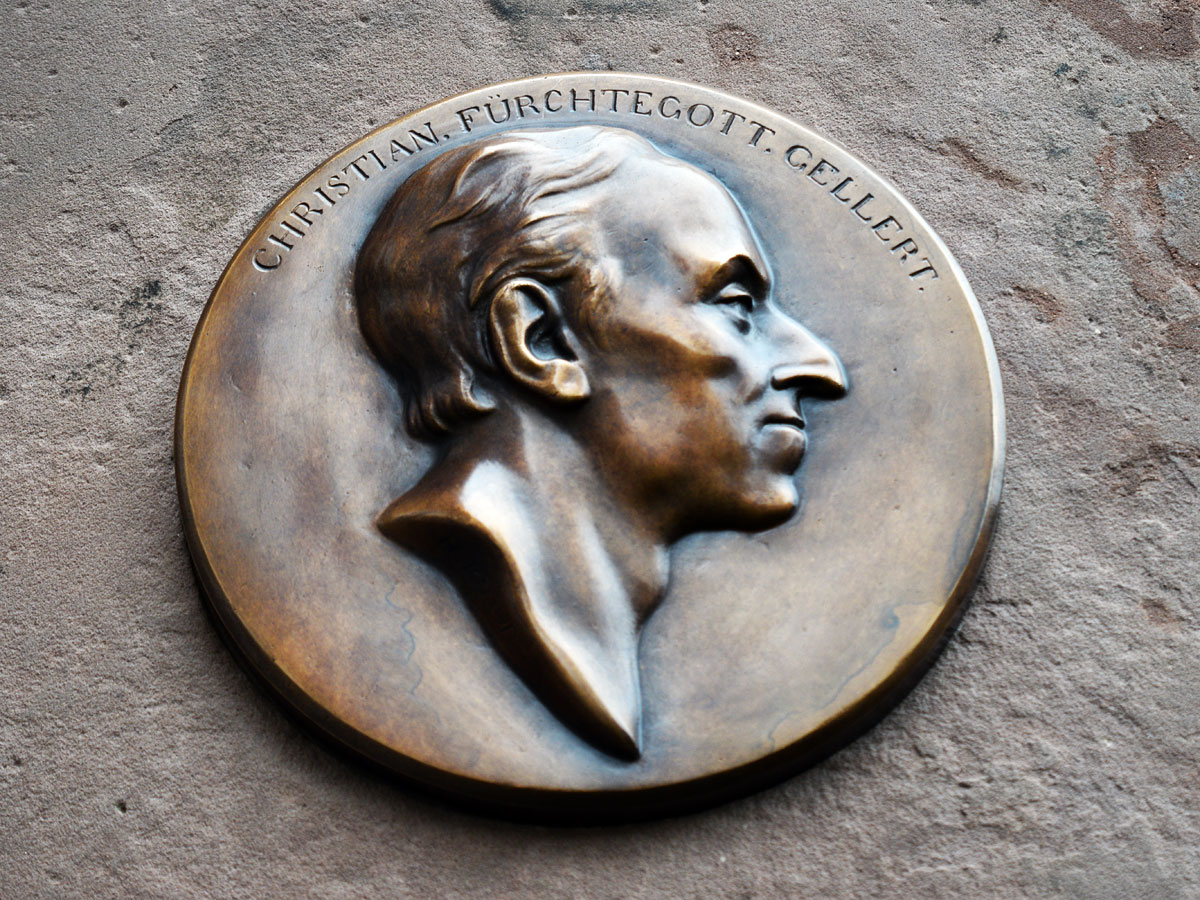
Detail: Gellert-Medaillon auf der Grabplatte im Grassimuseum, Replikat auf Basis von 3D-Scannen, 3D-Druck und Bronzeguss

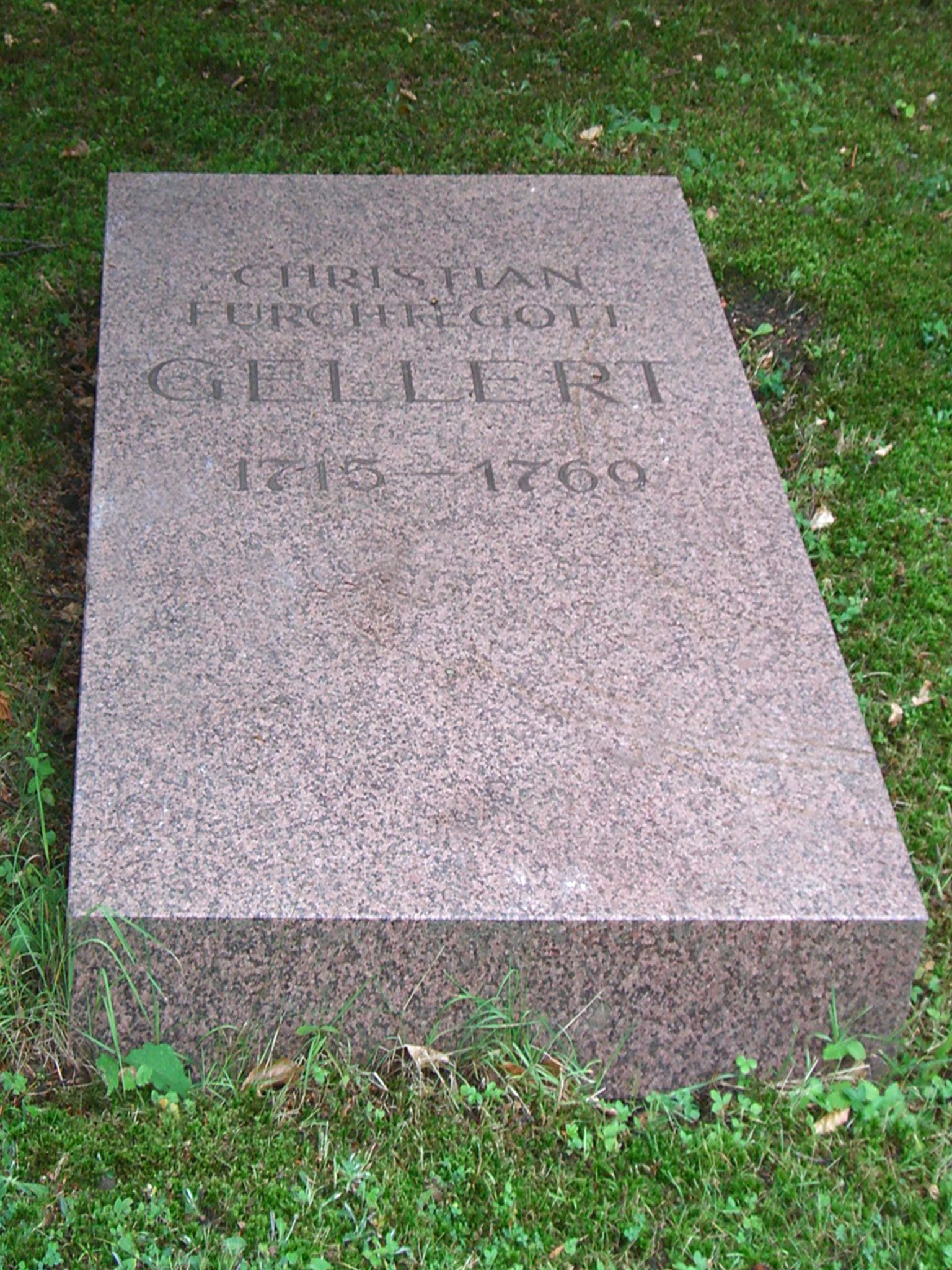
Die neue Grabplatte auf dem Südfriedhof Leipzig 2011
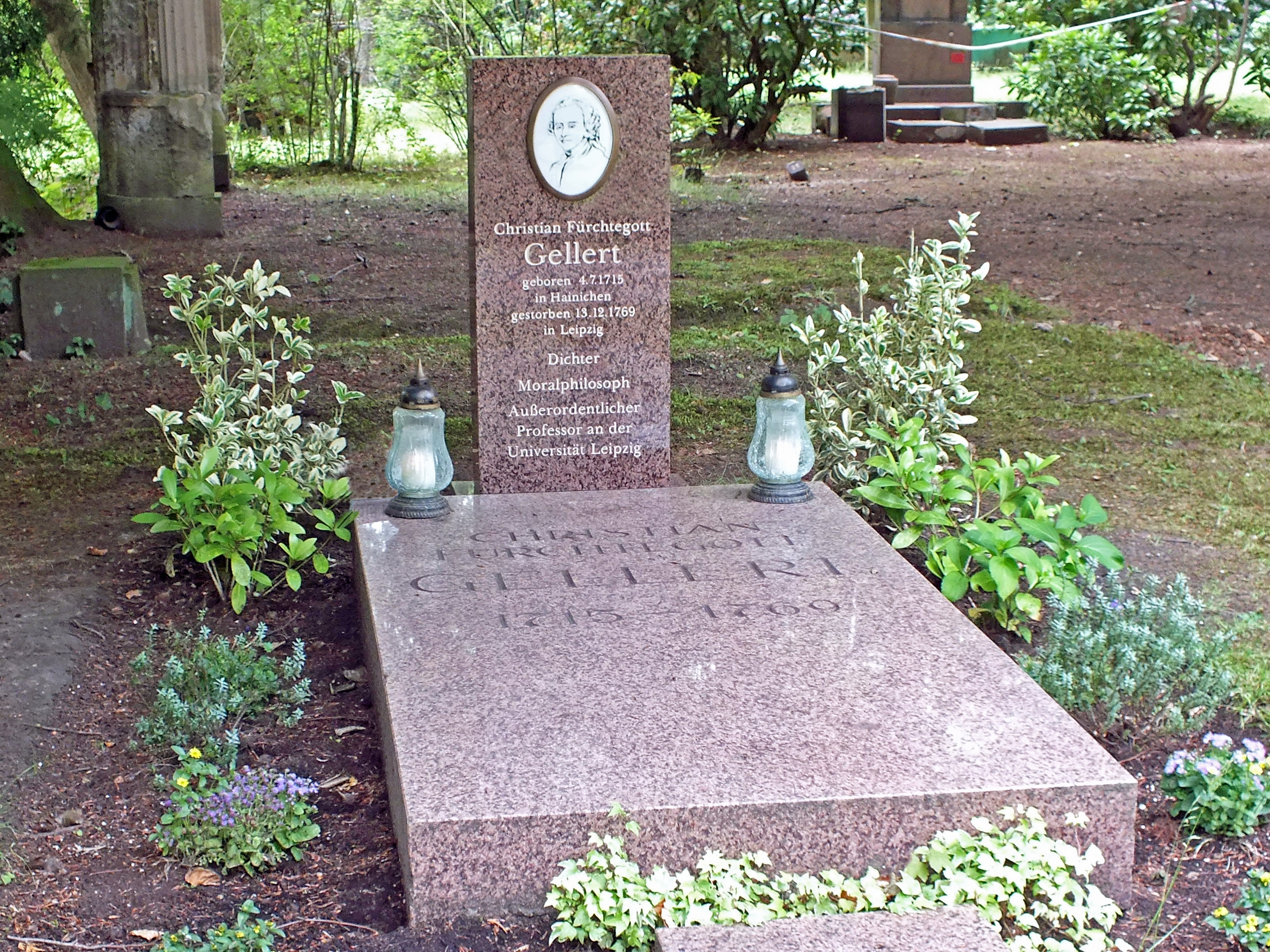
Neue Grabgestaltung mit zusätzlichem Grabstein 2015
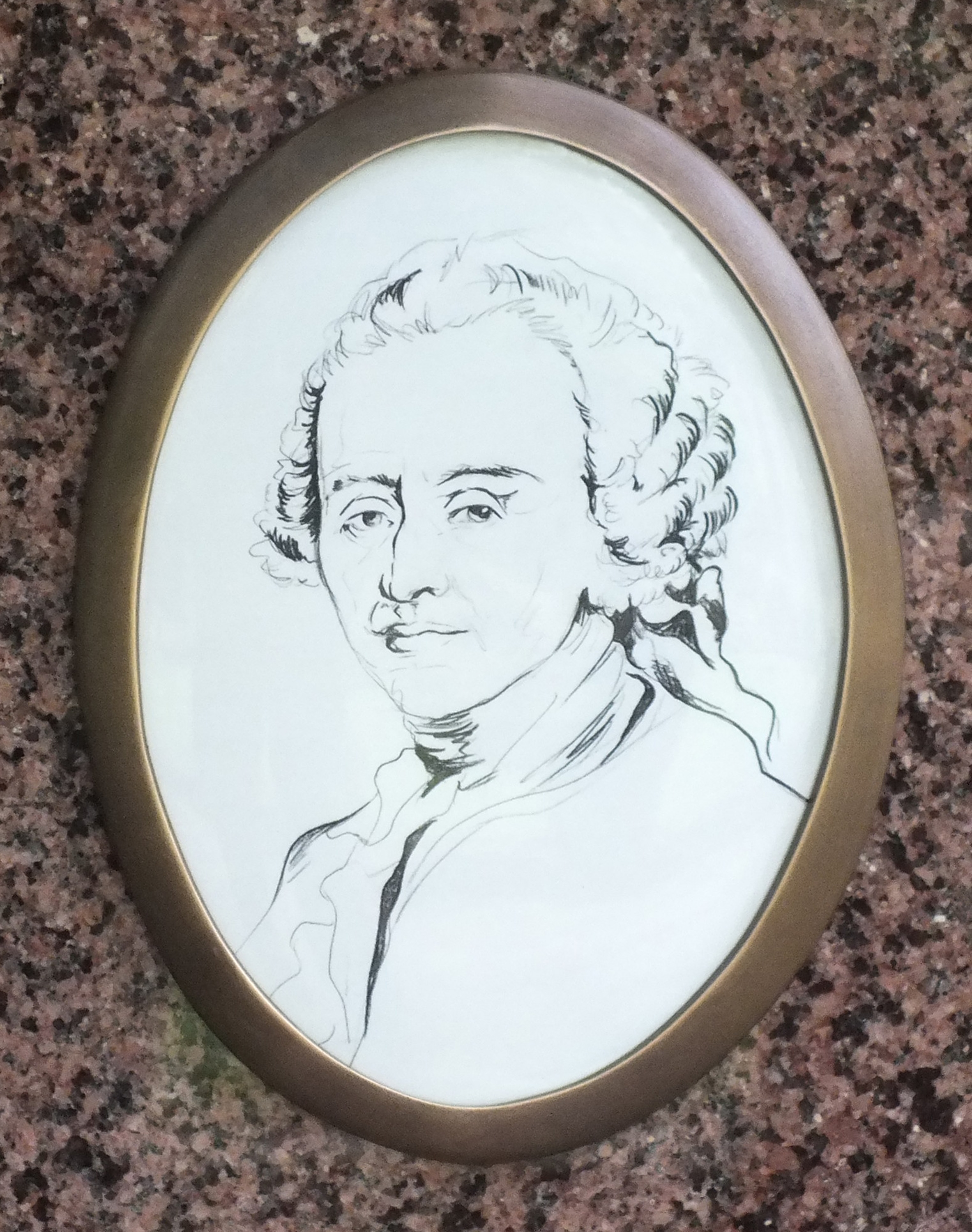
Detail: Porträtmedaillon am Grabstein von 2015

## Ehrungen

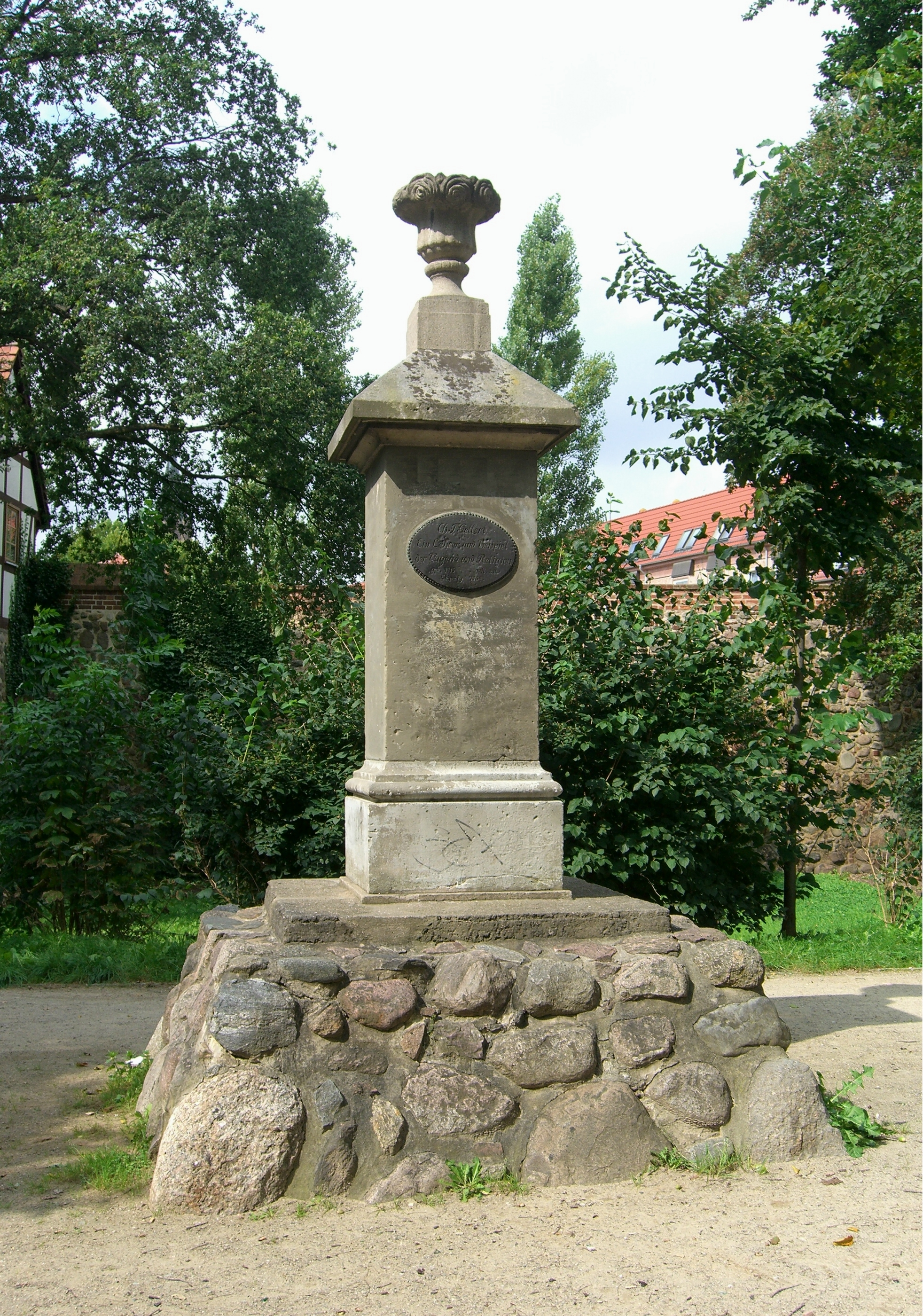
Gellert-Denkmal in Neubrandenburg; Inschrift: „Ein Lehrer und Beispiel der Tugend und Religion“

- Gedenktag: 13. Dezember im Evangelischen Namenkalender[13]
- Namenswidmung: Gellertstraße, Gellertgasse[14] (Wien) und Gellertplatz[15] (Wien)
- Gellert-Museum Hainichen